# Record of a Spaceborn Few
Record of a Spaceborn Few é um romance de ficção científica de 2018 de Becky Chambers, publicado pela Harper Voyager nos EUA e pela Hodder & Stoughton no Reino Unido. É uma continuação de The Long Way to a Small, Angry Planet e A Closed and Common Orbit.

## Sinopse
O romance explora a vida na frota Exodus, mencionada de passagem nos livros anteriores, do ponto de vista de cinco personagens: Tessa (irmã de Ashby de The Long Way to a Small, Angry Planet), uma trabalhadora e mãe de duas crianças; Kip, um adolescente inquieto; Isabel, uma arquivista idosa; Sawyer, um imigrante recente; e Eyas, um "zelador" que realiza práticas funerárias Exodianas.

## Recepção
Record of a Spaceborn Few foi finalista do Red Tentacle (Melhor Romance) no Kitschies de 2018 e do Prêmio Hugo de Melhor Romance de 2019.
| Ano  | Prémio                  | Categoria             | Resultado       | Ref   |
| ---- | ----------------------- | --------------------- | --------------- | ----- |
| 2018 | BSFA Award              | Novel                 | Pré-selecionado | [ 3 ] |
| 2018 | Goodreads Choice Awards | Science Fiction       | Nomeado—11th    |       |
| 2018 | Kitschies               | Red Tentacle (Novel)  | Pré-selecionado | [ 1 ] |
| 2019 | Dragon Award            | Science Fiction Novel | Pré-selecionado | [ 4 ] |
| 2019 | Hugo Award              | Novel                 | Pré-selecionado | [ 2 ] |
| 2019 | Locus Award             | Science Fiction Novel | Nomeado—4th     |       |